# Nick Abruzzese
Nicholas Abruzzese (Slate Hill, Nueva York, 4 de junio de 1999) más conocido como Nick Abruzzese, es un jugador profesional estadounidense de hockey sobre hielo que se desempeña en la posición de centro en Toronto Maple Leafs, equipo de la National Hockey League (NHL).

## Carrera
Fue seleccionado en la cuarta ronda en la NHL Entry Draft de 2019. En 2021 hizo su debut profesional con el equipo Toronto Maple Leafs, donde lleva jugando dos temporadas.